# Reprezentacja Litwy w hokeju na lodzie mężczyzn
Reprezentacja Litwy w hokeju na lodzie (lit. Lietuvos vyrų ledo ritulio rinktinė) – kadra Litwy w hokeju na lodzie mężczyzn.
Litwa nigdy nie grała w Igrzyskach Olimpijskich.

## Mecze z Polską
Hokeiści Litwy grali z Polską 17 razy – 4 razy wygrali i 13 razy przegrali, bramki 30:89
- 14 lutego 1938, Praga: Polska – Litwa 8:1 (MŚ)
- 21 kwietnia 2001, Grenoble: Polska – Litwa 13:2 (MŚ DI)
- 15 kwietnia 2003, Budapeszt: Polska – Litwa 8:2 (MŚ DI)
- 11 listopada 2004, Nowy Targ: Polska – Litwa 6:1 (el.IO)
- 24 kwietnia 2006, Tallinn: Polska – Litwa 1:2 (MŚ DI)
- 9 lutego 2007, Toruń: Polska – Litwa 3:0 (tow.)
- 10 listopada 2007, Hamar: Polska – Litwa 3:6 (tow.)
- 6 lutego 2009, Elektreny: Polska – Litwa 0:1 (tow.)
- 7 lutego 2009, Elektreny: Polska – Litwa 2:1 (tow.)
- 17 lutego 2011, Kijów: Polska – Litwa 5:1 (MŚ DI)
- 15 kwietnia 2012, Krynica-Zdrój: Polska – Litwa 9:0 (MŚ DI)
- 14 kwietnia 2013, Donieck: Polska – Litwa 5:0 (MŚ DI)
- 21 kwietnia 2014, Wilno: Polska – Litwa 3:2 (MŚ DI)
- 12 lutego 2016, Budapeszt: Polska – Litwa 9:1 (el.IO)
- 14 kwietnia 2016, Katowice: Polska – Litwa 8:2 (tow.)
- 24 kwietnia 2019, Elektreny: Polska – Litwa 6:5 pd. (tow.)
- 25 kwietnia 2019, Elektreny: Polska – Litwa 0:3 (tow.)